# Clibanarius zebra
Clibanarius zebra är en kräftdjursart som först beskrevs av James Dwight Dana 1851.  Clibanarius zebra ingår i släktet Clibanarius och familjen Diogenidae. Inga underarter finns listade i Catalogue of Life.